# Pseudolimnophila (Pseudolimnophila) seniorwhitei
Pseudolimnophila (Pseudolimnophila) seniorwhitei is een tweevleugelige uit de familie steltmuggen (Limoniidae). De soort komt voor in het Oriëntaals gebied.